# Nenang-Kloster
| Tibetische Bezeichnung                   |
| ---------------------------------------- |
| Tibetische Schrift: གནས་ནང་དགོན་པ         |
| Wylie-Transliteration: gnas nang dgon pa |
| Chinesische Bezeichnung                  |
| Vereinfacht: 乃囊寺                      |
| Pinyin:Nǎináng sì                        |

Das Nenang-Kloster (tibetisch གནས་ནང་དགོན་པ Wylie gnas nang dgon pa) ist ein Kloster der Karma-Kagyü-Schule des tibetischen Buddhismus im Kreis Doilungdêqên von Lhasa in Tibet, China. Es wurde 1333 vom ersten Rothut-Karmapa Dragpa Sengge (1283–1349) gegründet. Es ist der Sitz der Pawo Rinpoches.